# Supercoppa lettone 2022 (pallavolo femminile)
La Supercoppa lettone 2022, 3ª edizione della Supercoppa nazionale femminile di pallavolo, si è svolta il 1º ottobre 2022: al torneo hanno partecipato due squadre di club lettoni e la vittoria finale è andata per la seconda volta consecutiva al Jelgava.

## Formula
La formula ha previsto una gara unica.

## Squadre partecipanti
| Squadra               | Qualificazione                    |
| --------------------- | --------------------------------- |
| Jelgava               | Vincitrice Coppa di Lettonia 2021 |
| Rīgas Volejbola skola | Vincitrice Nacionālā Līga 2021-22 |

## Torneo
| 1º ottobre 2022 Jūrmalas Valsts Sporta halle, Jūrmala Durata: 1h:48 - Spettatori: 119 | Rīgas Volejbola skola | 1 - 3 | Jelgava | 22-25, 22-25, 25-14, 22-25 |